# Ölands runinskrifter 6
Ölands runinskrifter 6 är en vikingatida runsten av grå kalksten på Mörbylånga kyrkogård, Mörbylånga socken och Mörbylånga kommun. Runstenen finns i en bod på kyrkogården.

## Inskriften
Translitterering av runraden:
[...ofi : lit : kiarua : kuml :] þisa : eftiʀ : [lofu : kunu : sina :] ...
Normalisering till runsvenska:
[B]ofi(?)/[T]ofi(?) let gærva kuml þessa æftiʀ Tofu, kunu sina ...
Översättning till nusvenska:
... Bove(?)/Tove(?) lät göra dessa kummel (minnesmärken) efter Tova, sin hustru.